# Les Héros (film, 1996)
Pour les articles homonymes, voir Les Héros.
Pour plus de détails, voir Fiche technique et Distribution.
Les Héros (titre original : De største helte) est un film danois réalisé par Thomas Vinterberg sorti en 1996.

## Synopsis
Peter et Karsten, sont en liberté surveillée pour des braquages de banque. Karsten reçoit la visite d'une ancienne conquête, Lisbeth, qui lui révèle l'existence de sa fille, Louise, déjà âgée de 12 ans. Lorsqu'il apprend que le beau-père de sa fille la maltraite, il décide de se rendre en Suède pour lui venir en aide. Accompagné de son meilleur ami qui est épileptique, ils quittent le Danemark malgré l'interdiction de la justice...

## Fiche technique
- Titre original : De største helte
- Titre français : Les Héros
- Réalisation : Thomas Vinterberg
- Scénario : Thomas Vinterberg et Bo Hr Hansen
- Photographie : Anthony Dod Mantle
- Musique : Nikolaj Egelund
- Pays d'origine :  Danemark
- Langue originale : danois
- Date de sortie : 
  -  Danemark : 8 novembre 1996
  -  France : 19 juillet 2000
- Genre : Comédie dramatique
- Durée : 90 minutes
- Format : Couleur - 1,85:1 -  Dolby SR - video PAL

## Distribution
- Thomas Bo Larsen : Karsten
- Ulrich Thomsen : Peter
- Paprika Steen : Lisbeth
- Mia Maria Back : Louise
- Bjarne Henriksen : Allan
- Trine Dyrholm : Pernille
- Hella Joof : Eva
- Eva Röse
- Jonas Karlsson